# Budoy
Budoy é uma telenovela filipina exibida em 2011 pela ABS-CBN. Foi protagonizada por Gerald Anderson e Jessy Mendiola com atuação antagônica de Enrique Gil.

## Elenco
- Gerald Anderson - Benjamin "Budoy" Maniego/Dizon
- Jessy Mendiola - Jacqueline "Jackie" Marasigan-Maniego
- Janice de Belen[5][6] - Elena Dizon
- Tirso Cruz III - Dr. Anton Maniego
- Zsa Zsa Padilla - Luisa Maniego
- Christian Vasquez - Dr. Isaac Maniego
- Mylene Dizon - Dr. Grace Maniego
- Barbara Perez - Dr. Alberta Maniego[7]
- Dante Rivero - Renato Dizon
- Gloria Sevilla - Coring

## Exibição
- Filipinas: ABS-CBN (emissora original)
- Malásia: Astro Bella
- Singapura: Astro Prima
- Japão: TV Tokyo